# 遠方から
『遠方から』（えんぽうから、ドイツ語: Aus der Ferne）作品270は、ヨーゼフ・シュトラウスが作曲したポルカ・マズルカ。『遠くから』とも。

## 解説
1869年の5月から10月の間、「ワルツ王」として知られるヨハン・シュトラウス2世は、ロシアの鉄道会社との契約によってパヴロフスクで恒例の演奏会を開いた。例年と違うのは、この年は弟ヨーゼフを同伴してのロシア訪問だったことである。ヨハン2世が妻イエッティを伴っていたのに対して、ヨーゼフは愛する妻をウィーンに残してのロシア訪問であった。
ヨーゼフは妻カロリーネのことが気がかりであり、頻繁にウィーンに手紙を送った。パヴロフスクでの日常をこまごまと書き記した手紙もあれば、「いろいろと不愉快なことはあるが、おまえを幸せに、のんびりと暮らさせてやりたいばっかりに、そのすべてに耐えている」といった内容の手紙もあった。いずれも妻への揺るぎない愛と慕情に満ちたものである。そんなヨーゼフは彼らの結婚記念日に、このような熱烈な手紙を送った。
| 「 | Immer Dir nur durch Dich und ewig fur Dich! （日本語訳）いつも君と一緒、それはただ君のため、そして永久に君のためだから。 | 」 |

ヨーゼフは愛する妻カロリーネのことを想いながらいくつかの作品を書いた。この曲はそのうちの一つであり、題名はウィーンの妻に向けられたもので「遠く離れたロシアから」という意味である。